# NGC 519
NGC 519 è una galassia ellittica situata nella costellazione della Balena a una distanza di circa 246 milioni di anni luce dalla nostra Via Lattea.

## Scoperta
NGC 519 è stata scoperta il 20 novembre 1886 dall'astronomo americano Lewis Swift.

## Gruppo di NGC 585 e Abell 194
NGC 519 fa parte del Gruppo di NGC 585, un raggruppamento che comprende almeno 23 galassie. Le altre galassie di questo gruppo incluse nel New General Catalogue sono: NGC 538, NGC 541, NGC 543, NGC 545, NGC 547, NGC 548, NGC 570 e NGC 585.
La designazione DRCG 7-19 è stata utilizzata da Wolfgang Steinicke per indicare che questa galassia figura nel catalogo degli ammassi galattici di Alan Dressler. I numeri 7 e 19 indicano rispettivamente che si tratta del 7º ammasso (Abell 194) e della 19ª galassia di questa lista.
Questa galassia è designata Abell 194:[D80] 19 dal database NASA/IPAC, mentre  Dressler indica che NGC 519 è una galassia lenticolare del tipo S0.